# John Pershing
John Joseph (John) Pershing (nabij Laclede (Missouri), 13 september 1860 – Washington D.C., 15 juli 1948) was een Amerikaans general of the Armies, de enige die deze rang bij leven heeft gekregen. Pershing leidde de Amerikaanse troepen tijdens de Eerste Wereldoorlog. Later zou hij de mentor worden van George Marshall, Dwight D. Eisenhower, Omar Bradley en George Patton. Hij won een Pulitzer-prijs voor non-fictie. 

## Vroege jaren
Pershing groeide op op een boerderij in Laclede, Missouri, als zoon van een kleine zakenman en winkeleigenaar. Zijn voorouders van vaders kant waren midden achttiende eeuw uit Schotland geëmigreerd en zijn moeder was van Engelse afkomst. Na het in 1878 behalen van zijn middelbareschooldiploma werd hij leraar van Afro-Amerikaanse kinderen. Tussen 1880 en 1882 ging hij naar de lokale hogere school. In 1882 meldde hij zich aan bij de Amerikaanse militaire academie in West Point, volgens eigen zeggen meer voor het kwalitatief goede onderwijs dan een wens om in het leger te dienen.

## Jonge militaire jaren
In 1886 studeerde hij af aan de academie als tweede luitenant. Hij was geen uitzonderlijke leerling, want hij studeerde af als 30e van de 77, maar hij had wel een reputatie dat hij goed leiding kon geven. Datzelfde jaar overleden zijn beide ouders binnen twee weken van elkaar. Hij werd gestationeerd in Fort Bayard in New Mexico, waar hij onder andere in actie kwam tegen de Apache indianen. Hiervoor kreeg hij een eervolle vermelding voor getoonde moed. Na verschillende overplaatsingen werd Pershing uiteindelijk instructeur bij de University of Nebraska, een positie die hij van 1891 tot 1895 zou bekleden.
Een promotie naar eerste luitenant in oktober 1895 maakte hem bevelhebber van het 10e cavalerie regiment, een regiment van zwarte soldaten onder bevel van blanke officieren. Onder zijn bevel werd een grote groep Cree indianen gedeporteerd naar Canada. Ondanks dat hij respect had voor zijn Afro-Amerikaanse troepen, was hij onsympathiek tegenover de indianen, net zoals de rest van het Amerikaanse volk toentertijd.
In 1897 werd Pershing instructeur op West Point. Door zijn harde aanpak daar werd hij door zijn leerlingen ook wel de 'Nigger Jack' genoemd door zijn vroegere jaren in de 10e regiment cavalerie. Door de jaren heen werd deze bijnaam veranderd in 'Black Jack'.

### Spaans-Amerikaanse Oorlog
In de Spaans-Amerikaanse Oorlog, die in 1898 woedde, werd Pershing gepromoveerd tot majoor en diende hij in Cuba waarvoor hij later de Silver Star Medal zou krijgen. In maart 1899 werd hij getroffen door malaria, waardoor hij voor een korte tijd terug naar de Verenigde Staten moest.

### Filipijns-Amerikaanse Oorlog

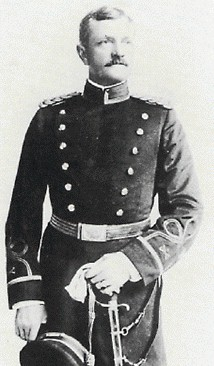
Kapitein Pershing in 1901

Op 17 augustus 1899 meldde hij zich aan voor de Filipijns-Amerikaanse Oorlog. Zijn taak was om Filipijns verzet de kop in te drukken. Op 27 november 1900 werd hij benoemd tot luitenant van zijn departement. Deze positie zou hij houden tot 1 maart 1901.

## Generaal Pershing
Pershings promoties verliepen aanvankelijk moeizaam, mede tot woede van toenmalig president Theodore Roosevelt die Pershing uiteindelijk zou benoemen tot diplomaat in Japan. In 1905 trouwde hij met de dochter van een invloedrijk senator, Francis Warren. Pershing was in Japan tijdens de Russisch-Japanse Oorlog en na terugkomst in de Verenigde Staten werd hij tot brigadegeneraal gepromoveerd. Na een kort verblijf in Europa werd hij wederom naar de Filipijnen gestuurd. In 1914, werd hij gestationeerd langs de grens met Mexico waar hij onder andere de vergeefse expeditie leidde om Pancho Villa gevangen te nemen. In 1915 ontving Pershing een telegram met het nieuws dat zijn vrouw en drie van zijn vier kinderen bij een brand in hun huis om het leven waren gekomen, een klap die hij nooit helemaal te boven kwam.

### Eerste Wereldoorlog

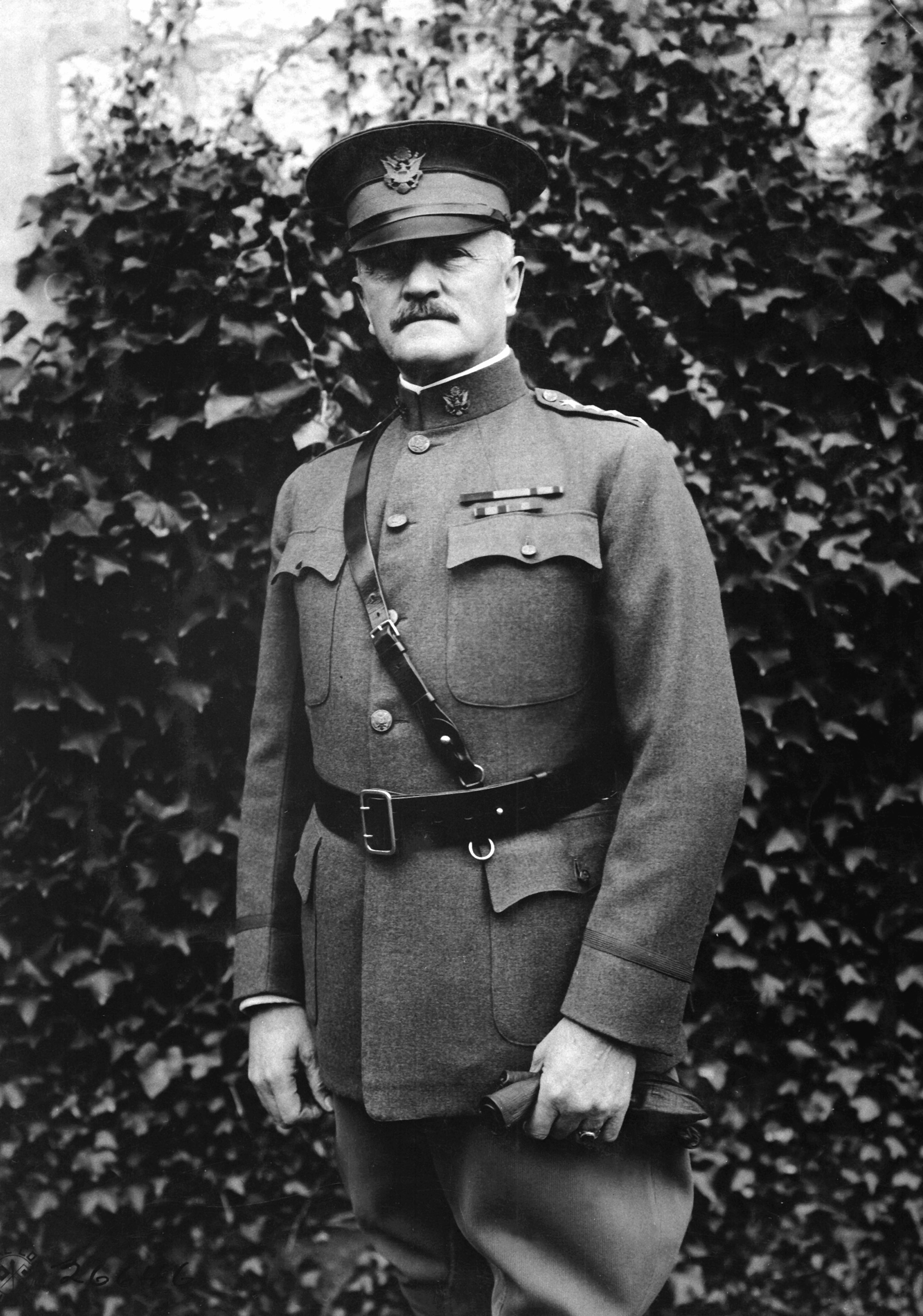
Generaal Pershing (1918)

Na de oorlogsverklaring van de VS aan Duitsland en de Amerikaanse entree in de Eerste Wereldoorlog benoemde president Woodrow Wilson hem als opperbevelhebber van de Amerikaanse strijdkrachten in Europa. Pershing organiseerde het leger dat van 27.000 onervaren soldaten zou uitgroeien tot een macht van twee miljoen manschappen. 
Pershing liet zijn mannen lang en zwaar oefenen, hij verkende het terrein waarop hij wilde aanvallen en gaf precieze orders. Nieuw was zijn gecoördineerde gebruik van tanks en infanterie waarbij de tanks, in samenwerking met de infanterie, drie rijen diep optrokken tegen de vijandelijke linie. Zijn eerste succes behaalde Pershing met deze werkwijze in de Slag bij Saint-Mihiel in september 1918.
In 1918 werd hij gepromoveerd tot generaal en overzag hij de inzet van de Amerikaanse troepen tegen Duitsland. Pershing vond dat de loopgravenoorlog zinloos was en te veel kostte. De Amerikaanse troepen werden door hem ingezet op een veel wendbaardere wijze en de stroom van verse troepen uit de VS verhaastten de overwinning van de westelijke geallieerden in belangrijke mate. Pershing kreeg ook kritiek van Douglas MacArthur, die hem verweet te veel achter de schermen te blijven en te veel kritiek te hebben op de commandanten in het veld.

### Eerbewijzen
In 1920 werd Pershing voor bewezen diensten door het Amerikaanse Congres benoemd tot de hoogst mogelijke rang, die van General of the Armies. Een jaar later werd hij stafchef van het leger, een positie die hij drie jaar zou uitoefenen totdat hij in 1924 uit het leger trad. Hij ontving de Army Distinguished Service Medal.
In 1932 kreeg Pershing de Pulitzer-prijs voor zijn memoires, getiteld My Experiences in the World War. Aan het begin van de Tweede Wereldoorlog was hij een fel voorstander van hulp aan de geallieerden tegen Duitsland. Pershing maakte de overwinning op Japan en Duitsland nog mee. Hij overleed in 1948 en werd begraven op Arlington National Cemetery.
Naar hem zijn de MGM-31 Pershing middellangeafstandsraket en de Pershing tank vernoemd.

## Militaire loopbaan
- Second Lieutenant, United States Army: 1886[4]
- First Lieutenant, United States Army: 1 oktober 1895[4]
- Captain, United States Army: 2 februari 1901[4][1]
- Major, United States Army: 26 augustus 1898[1]
- Brigadier General, United States Army: 1905[4]
- Major General, United States Army: 1916
- Lieutenant General, United States Army: 27 november 1900
- General, United States Army: 1918
- General of the Armies, United States Army: 1924[2]

## Decoraties
- Distinguished Service Cross op 15 juni 1913[1]
- Distinguished Service Medal
- Overwinningsmedaille
- Indiaanse Campagne Medaille
- Spaanse Campagne Medaille (met zilveren Citation Ster)
- Army of Cuban Occupation Medal
- Filipijnse Campagne Medaille
- Mexicaanse Service Medaille
- Silver Star in 1932
- Purple Heart
- Ridder Grootkruis in de Orde van het Bad op 17 juni 1918[5]
- Grootkruis in het Legioen van Eer op 3 augustus 1918[5]
- Médaille militaire op 3 augustus 1918[5]
- Verdun Medaille[5]
- Croix de Guerre met Palm
- Grootkruis in de Leopoldsorde op 29 december 1917[5]
- Croix de Guerre op 29 december 1917[5]
- Commandeurskruis in de Virtuti Militari op 12 februari 1922[5]
- Grootkruis in de Orde van de Witte Leeuw op 13 april 1926[6]
- Oorlogskruis (Tsjecho-Slowakije) op 17 januari 1919[5]
- Grootlint in de Orde van het Schitterende Jade
- Grootlint in de Orde van de Gouden Rijsthalm
- Orde van de Verlosser op 3 november 1918[5]
- Grootkruis in de Militaire Orde van Savoye op 2 december 1919[5]
- Grootkruis in de Orde van Sint-Mauritius en Sint-Lazarus op 29 september 1918[5]
- Orde van de Rijzende Zon op 20 september 1918[5]
- Medaille Obilitch op 1 september 1918[5]
- Grootkruis in de Orde van Danilo op 1 september 1918[5]
- Medaille van La Solidaridad, 1e klasse op 30 augustus 1919[5]
- Grootkruis in de Peruviaanse Orde van de Zon
- Orde van Michaël de Dappere, 1e klasse op 30 januari 1920[5]
- Grootlint in de Orde van de Bevrijder
- Grootkruis in de Orde van de Ster van Karageorge met Zwaarden op 12 november 1919[5]
- Pulitzerprijs in 1932
- Congressional Gold Medal op 7 augustus 1946